# F.T.W.
Pour plus de détails, voir Fiche technique et Distribution.
F.T.W. est un film américain réalisé par Michael Karbelnikoff, sorti en 1994.

## Synopsis
Un ancien taulard fraîchement devenu cavalier de rodéo entame une relation avec une jeune et jolie fille qui s'avère être une braqueuse de banque au tempérament bien trempé.

## Fiche technique
- Titre : F.T.W.
- Réalisation : Michael Karbelnikoff
- Scénario : Mari Kornhauser, Mickey Rourke et Mick Davis
- Musique : Gary Chang
- Photographie : James L. Carter (en)
- Montage : Joe D'Augustine
- Production : Tom Mickel
- Sociétés de production : Ivar Productions, Mondofin B.V., Nu Image / Millennium Films et RedRuby Productions
- Société de distribution : Evergreen Entertainment
- Pays :  États-Unis
- Langue : Anglais
- Format : Couleur
- Genre : Drame, romance et thriller
- Durée : 97 minutes

## Distribution
- Mickey Rourke : Frank T. Wells
- Lori Singer : Scarlett Stuart
- Brion James (VF : Jean Violette) : Le shérif Rudy Morgan
- Rodney A. Grant : Bucky Miller
- Aaron Neville : Snake
- Peter Berg : Clem Stuart
- John Enos III : Joe Palmieri
- Mark Pellegrino : Le shérif-adjoint Sommers

## Autour du film
- L'histoire est coécrite par Mickey Rourke qui se retrouve crédité sous le pseudonyme de 'Sir' Eddie Cook.